# Lakshmichhari
Lakshmichhari (en bengali : লক্ষীছড়া) est une upazila du Bangladesh dans le district de Khagrachari. En 1991, on y dénombrait 16 676 habitants.